# Pierre Jean Porro
Pierre-Jean Porro (Banhòus (Var), 7 de desembre de 1750 – Montmorency (Val-d'Oise), 31 de maig de 1831) fou un influent guitarrista, compositor i músic publicitari francès.
Fou un dels més hàbils concertistes de la seva època, i per espai de molts anys fou professor de guitarra a París, publicant, a més, una revista especial per als que es dedicaven a aquest instrument. També publicà un Mètode i nombroses composicions per a guitarra.
Finalment, edità una magnifica Collection sacrée, que contenia obres vocals amb acompanyament d'orgue, de Mozart, Jommelli, Durante, etc.